# Asellariales
Asellariales (Lichtwardt and Manier, 1978), es un orden de hongos en la subdivisión  Kickxellomycotina.

## Descripción
Tiene talos ramificados y septados. Reproducción asexual por fragmentación de las ramas en artrosporas uninucleadas. Se esconocer su reproducción sexual.
Se adhiere a la cutícula del intestino posterior de isópodos o insectos (Collembola) mediante una célula o aparato de fijación basal especializado.

## Taxonomía
Contiene los géneros Asellaria, Baltomyces y Orchesellaria y las especies Asellaria dactylopus, Asellaria jatibonicua y otras.